# Nemaha (Iowa)
Pour les articles homonymes, voir Nemaha.
La ville américaine de Nemaha est située dans le comté de Sac, dans l’État de l’Iowa. Sa population s’élevait à 85 habitants lors du recensement de 2010.

## Source
- (en) Cet article est partiellement ou en totalité issu de l’article de Wikipédia en anglais intitulé « Nemaha, Iowa » (voir la liste des auteurs).